# День пам'яті загиблих правоохоронців
День пам'яті загиблих правоохоронців — відзначається в Україні щорічно, 22 серпня з 1996 року.
В цей день вшановують працівників органів внутрішніх справ та Національної поліції України, які загинули виконуючи службовий обов'язок, самовіддано, ціною власного життя охороняли безпеку співвітчизників, боролися зі злочинністю, захищали територіальну цілісність України.
Станом на 22 серпня 2019 за роки незалежності України під час виконання службових обов'язків загинув 1 671 правоохоронець. З них 455 працівників органів внутрішніх справ загинули під час виконання службових обов'язків в зоні бойових дій на сході України.